# Prunus stipulata
Prunus stipulata är en rosväxtart som beskrevs av Macbride. Prunus stipulata ingår i släktet prunusar, och familjen rosväxter. Inga underarter finns listade i Catalogue of Life.